# Portiques de la place Royale de Bruxelles
Les portiques de la place Royale de Bruxelles font partie du vaste ensemble architectural de style néoclassique de la place Royale construit à Bruxelles entre 1775 et 1782 par les architectes français Jean-Benoît-Vincent Barré et Barnabé Guimard à l'époque des Pays-Bas autrichiens.
Ils assurent aux quatre coins de la place la transition entre les pavillons néo-classiques qui ornent celle-ci.

## Localisation

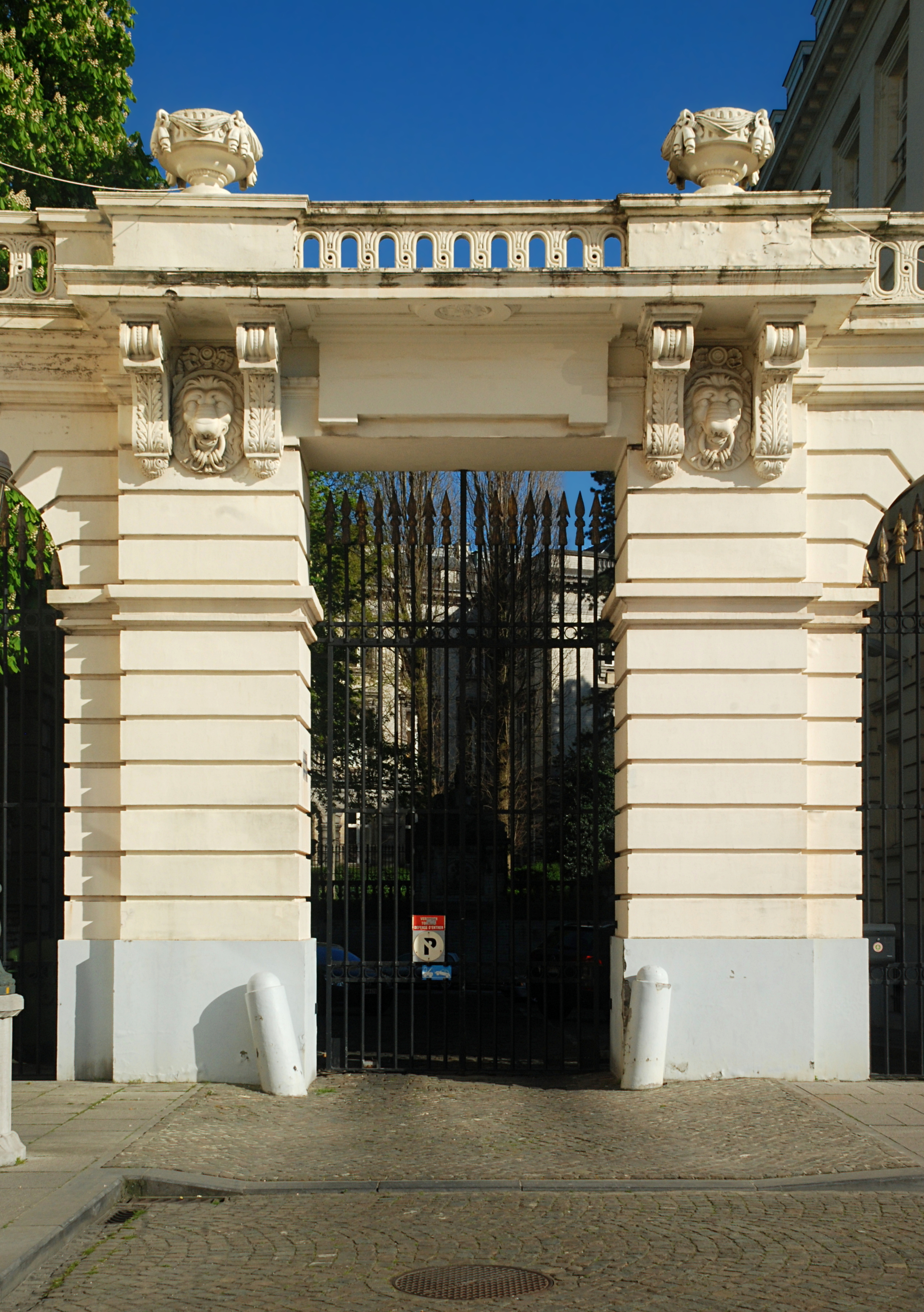
Portique du Borgendael.

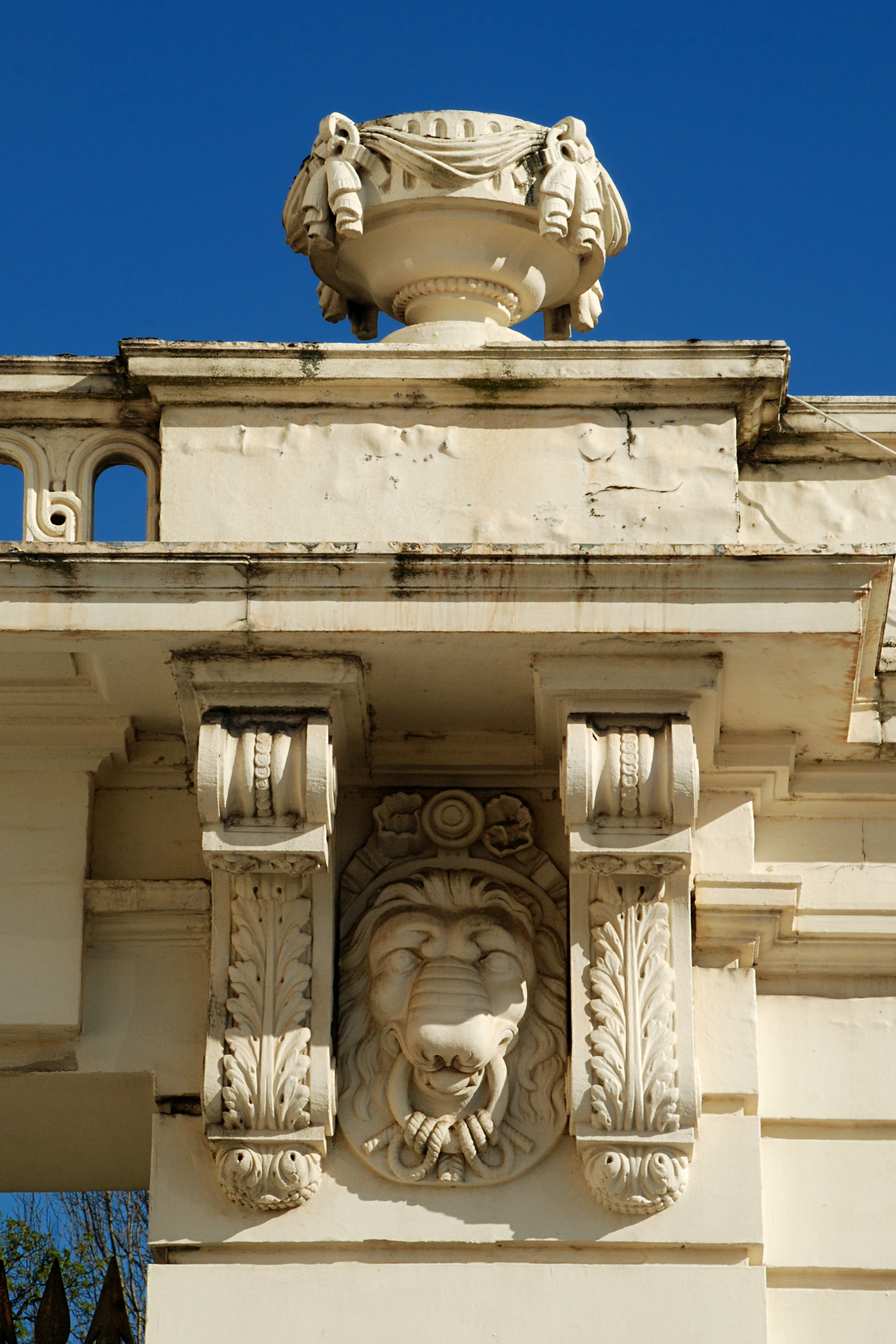
Tête de lion, consoles et vase en pierre
(portique du Borgendael).

Les portiques de la place Royale sont au nombre de quatre :
- le portique de la rue du Musée, au sud-ouest de la place, entre l'Hôtel du Lotto (no 1-2) et l'Hôtel des Brasseurs (no 3) ;

- le portique de la rue de Namur, au sud-est, entre l'Hôtel de Templeuve (no 4) et le premier des deux Hôtels de Coudenberg (no 5-6) ;

- le portique de l'impasse du Borgendael (ou portique du Borgendael), au nord-est, entre le deuxième Hôtel de Coudenberg (no 7-8) et l'Hôtel Bellevue (no 9) ;

- le portique de l'Hôtel de Spangen, au nord-ouest, entre l'Hôtel de Grimbergen (no 10) et l'Hôtel de Spangen (no 13-14).

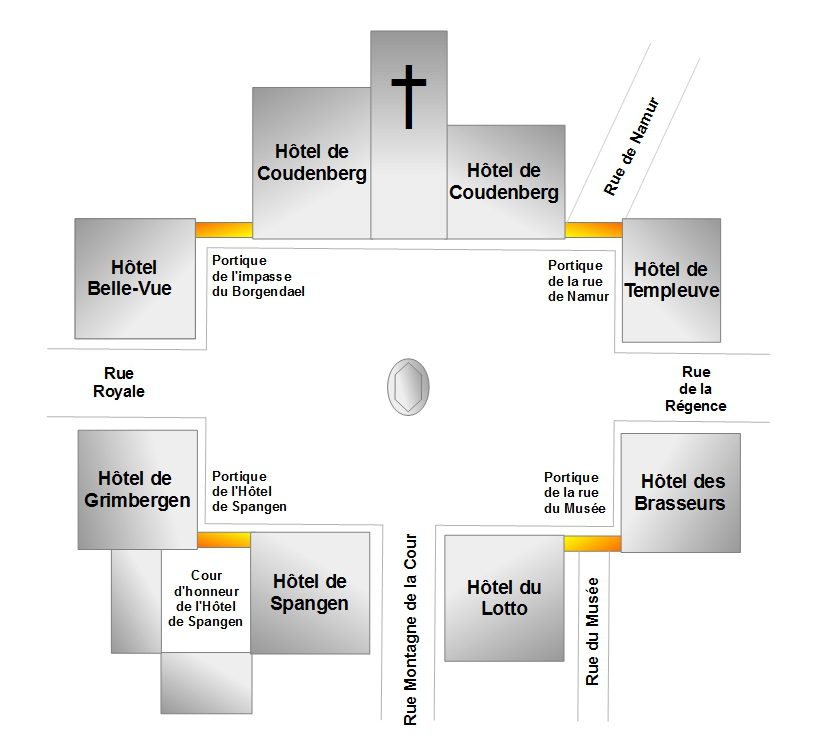
Situation des portiques de la place Royale.

## Historique

### Historique de la place Royale
Les autorités autrichiennes souhaitaient édifier à l'emplacement de l'ancien palais du Coudenberg, incendié en 1731, une place monumentale inspirée des modèles français tels la place Stanislas de Nancy (1755) et la place Royale de Reims (1759).
Le projet fut approuvé en 1774 par l'impératrice Marie-Thérèse d'Autriche, qui autorisa la démolition du palais.
En 1776, le projet devint un plan urbanistique monumental qui fut confié aux architectes français Jean-Benoît-Vincent Barré, qui conçut le projet de base, et Barnabé Guimard, qui assura la réalisation des plans détaillés.
En raison des coûts élevés, le gouvernement fit appel à l'abbaye du Coudenberg et à l'abbaye de Grimbergen, à certaines associations comme la corporation des Brasseurs et la Loterie impériale et royale des Pays-Bas ainsi qu'à des particuliers comme le comte de Spangen, la comtesse de Templeuve et le marchand de vins Philippe de Proft,.

### Historique des portiques
Le portique de l'Hôtel de Spangen, dessiné par Barré a été construit pour le comte de Spangen en 1776-1777.
Celui de l'impasse du Borgendael a été dessiné par Barré sur son projet de 1775. Il a été édifié par la Ville en 1777-1778 sous la direction de Guimard mais a été démoli et reconstruit en 1880.
Quant à ceux de la rue du Musée et de la rue de Namur, ils furent construits sur des plans de Guimard en 1780,.
Les portiques furent restaurés par la Ville dans les années 1950-1960, à l'exception du portique de l'Hôtel de Spangen.

## Architecture

### Description générale
Les portiques présentent une maçonnerie enduite et peinte en blanc comme les pavillons de la place Royale. Ceci résulte de l'édit du gouvernement de 1781 qui ordonnait d'enduire les façades de la place Royale.
Les portiques, dont la maçonnerie à bossages plats et à lignes de refend prolonge celle des immeubles, sont constitués chacun d'un portail central flanqué de deux arcades cintrées à imposte et clé d'arc.
Leur portail est surmonté d'un cartouche et d'un entablement supporté par des consoles jumelées ornées de volutes et de feuilles d'acanthe encadrant des têtes de lions.
Chaque portique est sommé d'une balustrade en attique et de vases de pierre ornés de guirlandes de laurier.

### Spécificités
À l'arrière, pour certains portiques, la maçonnerie à bossages se limite aux arcades latérales. Tel est le cas du portique de la rue de Namur. Son portail central, du côté de la rue de Namur, possède une maçonnerie lisse et un encadrement mouluré sommé d'une clé d'arc géométrique et est flanqué de deux  pilastres à chapiteau toscan supportant un entablement lisse.
|  |  |

## Accessibilité
| ___ | Ce site est desservi par les stations de métro : Gare Centrale et Parc. |